# Норден Камбрија (Пенсилванија)
Норден Камбрија (енгл. Northern Cambria) град је у америчкој савезној држави Пенсилванија.

## Демографија
По попису из 2010. године број становника је 3.835, што је 364 (-8,7%) становника мање него 2000. године.
| Група             | 2000.         | 2010.         |
| Белци             | 4.158 (99,0%) | 3.765 (98,2%) |
| Афроамериканци    | 3 (0,1%)      | 17 (0,4%)     |
| Азијати           | 10 (0,2%)     | 14 (0,4%)     |
| Хиспаноамериканци | 13 (0,3%)     | 14 (0,4%)     |
| Укупно            | 4.199         | 3.835         |